# U 95
U 95 var en tysk ubåt av Typ VIIC under andra världskriget med befälhavare Gerd Schreiber. Ubåten sänkte bland andra de svenska lejdfartyget M/S Murjek. Ubåten sänktes senare av den nederländska ubåten O 21.